# 沙福克縣 (麻薩諸塞州)
萨福克縣（英語：Suffolk County）是美国麻薩諸塞州東部海岸的一個縣，面積311平方公里。根據2020年美國人口普查，共有人口79萬7,936人。該縣成立於1643年5月10日，是該州最早的四個縣之一。縣名紀念英国沙福克郡。本縣並無縣政府，其職能自1999年由州行使。